# 아이팟 포토
아이팟 포토(iPod Photo)는 애플 사에서 판매하였던 포터블 미디어 플레이어(PMP)이었다. 2004년 10월 26일에 아이팟 클래식 4세대의 새로운 버전으로 출시되었다가, 2005년 6월 28일에 '칼라 디스플레이 버전'이 출시되며 아이팟 클래식 계열로 합병되었다.
JPEG, BMP, GIF, TIFF, PNG 등의 그림 파일 확장자를 지원하였고, 배터리는 음악을 들을 경우 15시간, 슬라이드 쇼를 보며 음악을 들을 경우에는 5시간이 지속되었다.